# S/2021 N 1
S/2021 N 1 — самый маленький и удалённый из известных естественных спутников Нептуна диаметром около 16-25 км. Был открыт 7 сентября 2021 года Скоттом Шеппардом, Дэвидом Толеном, Чадом Трухильо и Патриком С. Лыкавкой с помощью 8-м телескопа «Субару» на Мауна-Кеа, но об открытии было объявлено 23 февраля 2024 года. Вращается вокруг Нептуна в ретроградном направлении на среднем расстоянии более 50 млн км и проходит по своей орбите около 27 земных лет — наибольшее расстояние и период обращения среди всех известных спутников в Солнечной системе.

## Открытие
S/2021 N 1 был впервые замечен 7 сентября 2021 года Скоттом Шеппардом и его сотрудниками во время поиска нептунианских нерегулярных спутников с помощью 8-м телескопа «Субару» на Мауна-Кеа. Команда Шеппарда смогла обнаружить этот спутник с помощью техники сдвига и добавления, при которой они взяли множество изображений с длительной экспозицией, выровняли и сдвинули их, чтобы следовать движению Нептуна, а затем сложили их вместе, чтобы создать одно глубокое изображение, на котором нептунианские спутники будут видны как точки света на фоне звезд и галактик. Применение техники сдвига и добавления на телескопах с очень большой апертурой, таких как «Субару», позволило команде Шеппарда заглянуть дальше, чем предыдущие исследования нептунианских нерегулярных спутников.
С сентября 2021 года по ноябрь 2023 года Шеппард проводил последующие наблюдения S/2021 N 1 с помощью других крупноапертурных телескопов по всему миру, включая 6,5-м телескоп Магеллан-Бааде в обсерватории Лас-Кампанас, 8,2-м Очень большой телескоп в Европейской южной обсерватории и телескопа «Джемини». S/2021 N 1 и S/2002 N 5, ещё один спутник Нептуна, открытый командой Шеппарда, были подтверждены и объявлено об открытии Центром малых планет 23 февраля 2024 года, в результате чего число известных спутников Нептуна увеличилось с 14 до 16.

## Орбита
S/2021 N 1 — нерегулярный спутник Нептуна, поскольку имеет далёкую, сильно эллиптическую и наклонную орбиту. Нерегулярные спутники слабо связаны с гравитацией Нептуна из-за их большого расстояния от планеты, поэтому их орбиты часто возмущаются гравитацией Солнца и других планет. Это приводит к значительным изменениям орбит нерегулярных спутников за короткие периоды времени, поэтому простая кеплеровская эллиптическая орбита не может точно описать долгосрочные орбитальные движения нерегулярных спутников. Вместо этого для более точного описания долгосрочных орбит неправильных лун используются собственные или средние орбитальные элементы, поскольку они рассчитываются путем усреднения возмущённой орбиты за длительный период времени.
За 800-летний период с 1600 по 2400 год среднее орбитальное расстояние S/2021 N 1 от Нептуна составляет 50,7 млн км, а средний орбитальный период — 27,5 земных лет. Обе эти орбитальные характеристики больше, чем у луны Нептуна Несо (49,9 млн км). Для сравнения, хотя среднее расстояние Меркурия от Солнца составляет 57,9 млн км, его афелий на 6,4 млн км короче апопосейдия S/2021 N 1, который у спутника примерно равен 76,2 млн км. Такое экстремальное расстояние орбиты S/2021 N 1 стало возможным благодаря большому размеру сферы гравитационного влияния Нептуна, радиус которой составляет около 115 млн км.
S/2021 N 1 имеет средний эксцентриситет орбиты 0,50 и среднее наклонение 135° по отношению к эклиптике, или плоскости земной орбиты. Поскольку наклонение орбиты больше 90°, S/2021 N 1 вращается в направлении, противоположном направлению орбиты Нептуна вокруг Солнца, поэтому спутник имеет ретроградную орбиту. Из-за возмущений орбита S/2021 N 1 может колебаться в течение нескольких лет: её полубольшая ось может изменяться от 49 до 53 млн км, эксцентриситет — от 0,44 до 0,70, а наклонение — от 132° до 139°.